# أربيان ذهبي الأزهار
أربيان ذهبي الأزهار (باللاتينية: Anthemis chrysantha) هو نبات حولي نجمي متوطن بأيبيريا وشمال أفريقيا، موجود في عدد قليل من الجزر والمواقع الساحلية بالجزائر وكارتاخينا. تم وصف هذا النبات من قبل جاك إتيان غاي.
لاحظ الباحثون اختلافات كافية بين مجموعات النباتات الإسبانية والجزائرية ليخلصوا إلى أنهم أنواع فرعية منفصلة.

## التوزيع في إسبانيا
تاريخيا، كان النبات موجودا في أربعة مواقع إسبانية كلها داخل بلدية كارتاخينا. حاليا الوضع على النحو التالي:
- مجموعة نباتات بجزيرة إسكومبريراس عند واجهة ميناء كارتاخينا (حوالي 12000 على سبيل المثال تتركز في 0,002 كيلومتر مربع فقط).[1]
- نقطة لا أزويا في خليج ماثارون (حوالي 40000 على سبيل المثال في 0,01 كيلومتر مربع فقط).[1]
- فقد أثر المجموعة الثالثة الموصوفة عام 1996 في سييرا دي لا مويلا (سلسلة لا مويلا).[1]
- اختفاء المجموعة الموجودة عند نقطة أجيلونيز في سلسلة فوسيلا نتيجة لتوسيع ميناء كارتاخينا. تم استرداد هذه المجموعة في عام 2015 بفضل خطة برعاية هيئة ميناء قرطاجنة (CPA) وجامعة كارتاخينا المتعددة التقنيات ومؤسسة التنوع البيولوجي. تم التمويل من قبل وزارة الفلاحة الإسبانية وهيئة ميناء قرطاجنة.[2]
- كجزء من خطة الإنعاش المذكورة أعلاه، تم إنشاء مجموعتين جديدتين في كالا ديل بوليت غراندي و لا ألجاميلا تشيكا.[2]

## التوزيع في الجزائر
يوجد النبات بالجزائر في:
- جزر حبيباس قبالة ساحل وهران.
- بعض المواقع الساحلية حول مستغانم.

## حالة الحفظ
على الرغم من وفرته إلى حد ما في مناطق توزعه (متوسط الكثافة في إسبانيا حوالي 5 نباتات لكل متر مربع)، الحجم الصغير للغاية لموطنه (مساحة انتشاره بإسبانيا كاملة 20 كيلومترًا فقط) يؤهل حالة حفظ النوع على أنها معرضة لخطر شديد في إسبانيا. لم يتم تصنيف حالة حفظه العالمية حتى الآن، ولكن نظرًا للتوزيع المقيد بشكل مشابه للغاية في الجزائر فمن المرجح أن يتم تصنيفه كنوع مهددة بالانقراض عالميًا.
يقع مجموع هذه النباتات في لا أزويا وجزيرة إيسكومبريراس داخل حدود المنتزه الطبيعي. وبالمثل تستفيد جزر حبيباس من حماية البيئة.